# Limnornis curvirostris
Limnornis curvirostris là một loài chim trong họ Furnariidae.